# À pâlir la nuit
À pâlir la nuit (The Body) est un roman policier de l’écrivain australien Carter Brown publié en 1958 aux États-Unis. Le livre paraît en France en 1959 dans la Série noire. La traduction, prétendument "de l'américain", est signée Frank Degrémont.

## Caractéristiques du roman
C'est la première des nombreuses aventures du lieutenant Al Wheeler, ancien des services de renseignements de l'armée, bras droit du shérif Lavers dans la ville californienne fictive de Pine City (encore traduite Pin City dans ce premier volume de la série).
Le héros est aussi le narrateur, qui se présente ainsi, p. 9 : « Je n'ai rien d'un sybarite, voyez-vous, mais en fait, il n'y a que trois choses qui me tiennent à cœur : mon "high-fi", mon Austin-Healey et les femmes ». Si l'on ajoute le scotch, ce sont effectivement les éléments que l'on retrouvera dans la suite des enquêtes d'Al Wheeler.

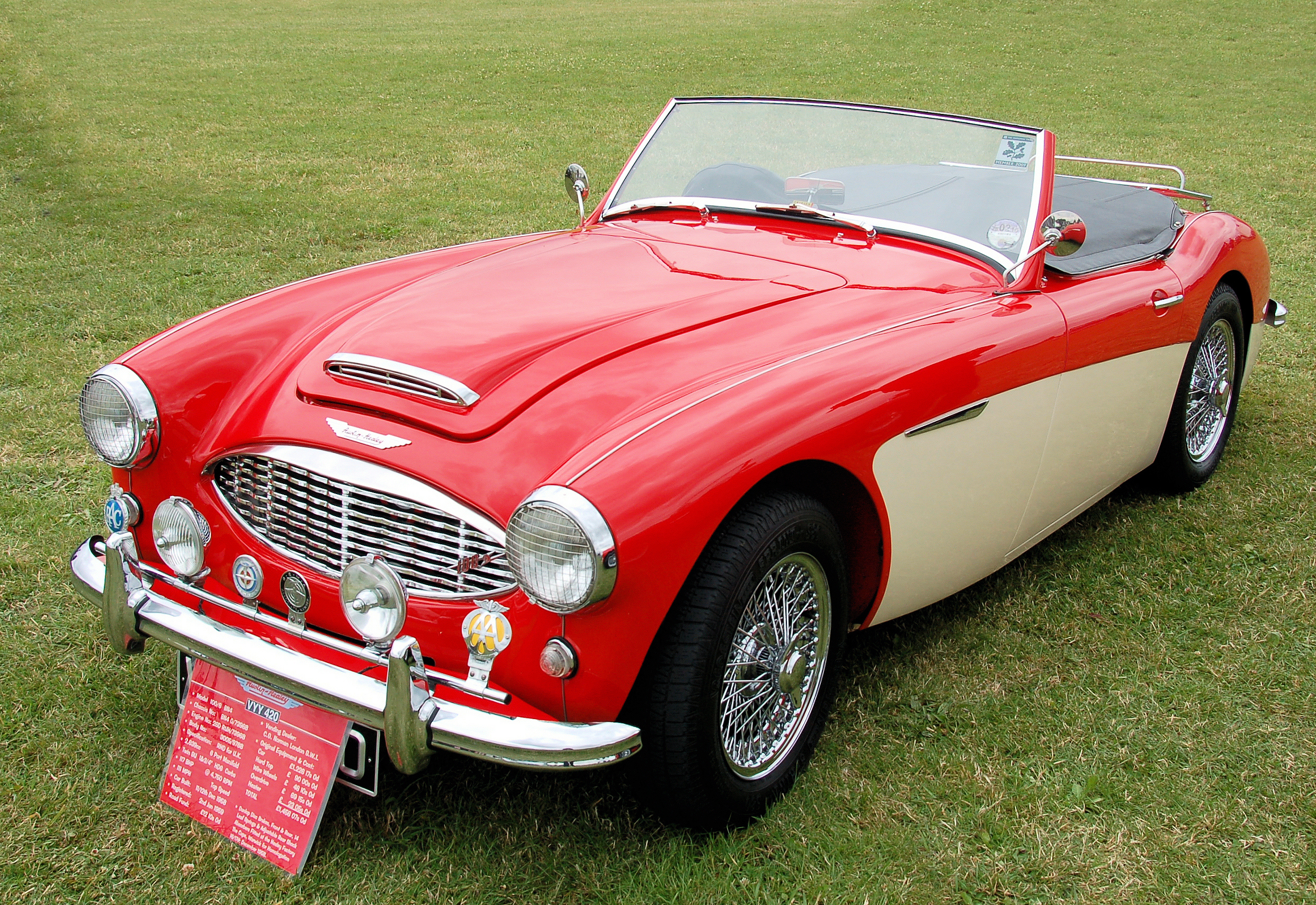
Une Austin-Healey de 1958, la voiture d'Al Wheeler

## Résumé
Deux jeunes femmes sont successivement retrouvées poignardées à Pine City, avec le même tatouage en haut du bras, et une identité mystérieuse. Comme la Brigade criminelle piétine, le shérif Lavers demande au lieutenant Wheeler de reprendre l'enquête en parallèle, avec ses méthodes « peu orthodoxes ». Sur fond de rivalité entre services, Al Wheeler se précipite donc dans une entreprise de pompes funèbres, un institut de beauté, un réseau de call-girls, et se retrouve avec un certain nombre de corps sur les bras, pas toujours vivants.

## Personnages
- Al Wheeler, lieutenant enquêteur au bureau du shérif de Pine City.
- Le shérif Lavers.
- Annabelle Jackson, secrétaire du shérif.
- Lieutenant Hammond, de la Brigade Criminelle.
- Charlie Katz, responsable de la morgue.
- Alexis Rodinoff, entrepreneur de pompes funèbres.
- Drusilla Peace, son employée.
- Douglas Bond, fiancé de l'une des victimes.
- Eli Kaufman, « caïd de Los Angeles ».
- Marlène, sa femme.
- Jo Dexter, amie de Marlène.
- Porky Smith, bras droit d'Eli Kaufman.
- Jo et Mac, gardes du corps.
- Frankie, call-girl.

## Édition
- Série noire no 477, 1959  (ISBN 2070474771). Rééditions : La Poche noire no 11 (1967)  (ISBN 9782071024000) - Carré noir no 57 (1972)  (ISBN 207043057X).

## Adaptation
- 1960 : Touchez pas aux blondes, film français réalisé par Maurice Cloche, d'après le roman À pâlir la nuit de Carter Brown, avec Philippe Clay